# 朝比奈愛子
朝比奈 愛子（あさひな あいこ、1939年11月22日 -　）は日本の歌手、女優、作家、芸能企画プロデューサー。

## 来歴
1939年11月22日、東京府東京市目黒区大岡山に商社員の朝比奈愛三とその妻千恵子の次女として生まれる。東京都立三田高等学校を中退。
1958年5月、姉の雪村いづみとのデュエット曲「シュガー・キャンデー」でデビュー。同年9月、「続々サラリーマン出世太閤記」で映画デビュー。
1988年、短編小説「赤土の庭」で中央公論社の第31回「女流新人賞」を受賞。
1993年、ミュージカル「クッキングガール」の原作を執筆。

## 家族
- 父: 朝比奈愛三(1911-1946)
- 母: 朝比奈千恵子
- 姉: 朝比奈知子（雪村いづみ）。歌手。
- 弟: 朝比奈雍三（有光洋二）。歌手・俳優。
- 姪: 朝比奈マリア。雪村いづみの娘。歌手・タレント。

## ディスコグラフィー

### シングル (SP)
- シュガー・キャンデー（1958年5月、日本ビクター A-5230。雪村いづみとの共同名義。A面は雪村いづみ「フジヤマ・ママ」）
- いかしてるぜ（1958年8月、日本ビクター V-41827。B面は雪村いづみ「娘ギター弾き」）
- 東京ブラザー・ガール（1958年9月、日本ビクター V-41855。B面は雪村いづみ「銀座マリ」）

### シングル (7インチ)
- シュガー・キャンデー（1958年5月、日本ビクター AS-6013。雪村いづみとの共同名義。A面は雪村いづみ「フジヤマ・ママ」）
- いかしてるぜ（1958年8月、日本ビクター VS-121。B面は雪村いづみ「娘ギター弾き」）
- 東京ブラザー・ガール（1958年9月、日本ビクター VS-138。B面は雪村いづみ「銀座マリ」）
- 君へのブルース（1961年1月。日本ビクター VS-434。B面は浜村美智子「アフリカの星のボレロ」）
- レモン・キッス・せつなく（1963年、日本ビクター VS-938。A面は平野こうじ「悲恋」）
- 夢のイタリヤ（1963年6月、日本ビクター PV-38。A面はビクター・オーケストラ「二十才の恋」）
- 春のロンド（1963年、日本ビクター BS-168。A面はフォーエース「一週間」）

### アルバム
- ミッキー・カーチスとアイビー・ファイブ / 土曜はミッキーと（1958年7月。日本ビクター LV-21）*ゲスト出演
- V.A. / 花のステージ第2集（1959年。日本ビクター LV-69）*「わたしは女の子」
- V.A. / 世界ポピュラー音楽大全集Vol.22: イタリアン・ヒットソング（日本ビクター JV-5122）*「トピア」
- V.A. / よみがえるロカビリー: ニュー・ロカビリアンズ（1970年、テイチク JLP-501）*「ユー・アー・マイ・デスティニー」「ルシア」「ラヴ・ミー・テンダー」

## 主な出演作品

### 映画
- 続々サラリーマン出世太閤記（1958年9月16日、東宝）*毛利未知子役
- キクとイサム（1959年3月29日、松竹）*きみえ役
- ああ女難（1960年12月6日、東宝）*信子役
- ひばり・チエミ・いづみ 三人よれば（1964年5月16日、東宝）*花岡役

## 著書
- 真夏のネプチューン（1991年7月、集英社）
- 赤土の庭（2007年3月、鳥影社）